# Ânkhpakhéred (barbier d'Amon)
Pour les articles homonymes, voir Ânkhpakhéred.
Ânkhpakhéred est un barbier de la maison d'Amon et œuvre donc vraisemblablement au sein du temple du grand dieu de Karnak. Sa charge est en rapport avec l'obligation qu'ont les prêtres égyptiens de se raser complètement lorsqu'ils sont en fonction.
Un cartonnage exposé au Musée du Louvre contenait la momie du barbier d'Amon Ânkhpakhéred. Très vivement coloré, il représente le défunt enveloppé dans son linceul. Au-dessous du large collier qui couvre sa poitrine, deux faucons étendent leurs ailes ; le premier est couronné d'un disque solaire, l'autre à tête de bélier porte deux plumes d’autruche posées symétriquement. Tout le reste du cartonnage est orné de diverses représentations protectrices : déesses ailées, œil oudjat et emblèmes osiriens.